# Agrilus uromastyx
Agrilus uromastyx es una especie de insecto del género Agrilus, familia Buprestidae, orden Coleoptera.
Fue descrita científicamente por Curletti & Magnani, 2006.